# Tom Nissalke
Thomas Edward „Tom” Nissalke (ur. 7 lipca 1932 w Madison, zm. 22 sierpnia 2019 w Salt Lake City) – amerykański trener koszykarski, komentator sportowy, komisarz kanadyjskiej ligi koszykarskiej NBL. Zdobył tytuły Trenera Roku NBA oraz ABA.
Podczas sezonu 1993/94 pełnił funkcję komisarza kanadyjskiej ligi koszykówki NBL (National Basketball League). Liga istniała zaledwie półtora sezonu.

## Osiągnięcia
- Mistrz NBA jako asystent trenera (1971)[3]
- Trener Roku :
  - NBA (1977)[2]
  - ABA (1972)[4]
- Uczestnik igrzysk olimpijskich jako trener reprezentacji Portoryko (1976 – 9. miejsce)
- Zaliczony do Galerii Sław Sportu w Madison (1993)[5]